# Michael Joseph Dooley
Michael Joseph Dooley (Invercargill, 13 settembre 1961) è un vescovo cattolico neozelandese, dal 22 febbraio 2018 vescovo di Dunedin.

## Biografia
Michael Joseph Dooley è nato a Hokitika il 13 settembre 1961 da Joseph Dooley e Mary Hogan.

### Formazione e ministero sacerdotale
Ha studiato alla Heddon Bush Primary School e al Central Southland College di Winton. Ha completato l'apprendistato come montatore e tornitore. Ha compiuto gli studi ecclesiastici presso l'Università di Otago come alunno del seminario "Santa Croce", allora situato a Mosgiel, concludendoli nel 1987 con il baccalaureato in teologia.
Il 13 dicembre 1989 è stato ordinato presbitero per la diocesi di Dunedin. In seguito è stato vicario parrocchiale della parrocchia della basilica di Santa Maria a Invercargill e cappellano del Verdon College dal 1990 al 1994; vicario parrocchiale della parrocchia del Santissimo Sacramento a Gore e cappellano del St. Peter's College dal 1994 al 1995. Nel 1995 è stato inviato in Australia per studi. Nel 1998 ha conseguito un Master of Theology presso il Melbourne College of Divinity. Tornato in patria è stato direttore del Centro di formazione del seminario "Santa Croce" di Mosgiel dal 1998 al 1999; parroco della parrocchia di Santa Maria a Mosgiel dal 1999 al 2005; formatore e direttore spirituale del seminario "Santa Croce" di Auckland dal 2005 al 2008; parroco delle parrocchie di Santa Maria a Mosgiel e di San Pietro Chanel a Green Island e cappellano del Kavanagh College dal 2008 e vicario generale dal 2016.
È stato anche membro del collegio dei consultori e del consiglio presbiterale dal 2017.

### Ministero episcopale
Il 22 febbraio 2018 papa Francesco lo ha nominato vescovo di Dunedin. Ha ricevuto l'ordinazione episcopale il 26 aprile successivo nel municipio di Dunedin dal vescovo emerito di Dunedin Colin David Campbell, co-consacranti il cardinale John Atcherley Dew, arcivescovo metropolita di Wellington e ordinario militare per la Nuova Zelanda, e l'arcivescovo Martin Krebs, nunzio apostolico in Nuova Zelanda, Isole Cook, Kiribati, Palau, Stati Federati di Micronesia, Figi, Samoa, Vanuatu, Tonga, Isole Marshall e Nauru e delegato apostolico nell'Oceano Pacifico. Ha preso possesso della diocesi il giorno successivo.
Nell'ottobre del 2019 ha compiuto la visita ad limina.
Monsignor Dooley ha detto di seguire il punto di vista di papa Francesco, secondo cui invece di avere una mentalità da fortezza è meglio impegnarsi nel mondo con un messaggio positivo di ciò che la Chiesa può offrire, come il Vangelo alle persone nella loro vita quotidiana e l'aiuto ai vulnerabili nella società e ai poveri che sono "sicuramente ciò di cui [papa Francesco] vorrebbe che fossimo più preoccupati". Dooley ha espresso la sua opposizione all'eutanasia.
Dall'11 maggio 2023 è vicepresidente della Conferenza dei Vescovi Cattolici della Nuova Zelanda.

## Genealogia episcopale
La genealogia episcopale è:
- Cardinale Scipione Rebiba
- Cardinale Giulio Antonio Santori
- Cardinale Girolamo Bernerio, O.P.
- Arcivescovo Galeazzo Sanvitale
- Cardinale Ludovico Ludovisi
- Cardinale Luigi Caetani
- Cardinale Ulderico Carpegna
- Cardinale Paluzzo Paluzzi Altieri degli Albertoni
- Papa Benedetto XIII
- Papa Benedetto XIV
- Papa Clemente XIII
- Cardinale Marcantonio Colonna
- Cardinale Giacinto Sigismondo Gerdil, B.
- Cardinale Giulio Maria della Somaglia
- Cardinale Carlo Odescalchi, S.I.
- Cardinale Costantino Patrizi Naro
- Cardinale Serafino Vannutelli
- Cardinale Domenico Serafini, Cong. Subl. O.S.B.
- Cardinale Pietro Fumasoni Biondi
- Arcivescovo Filippo Bernardini
- Cardinale Norman Thomas Gilroy
- Cardinale Peter Thomas McKeefry
- Vescovo John Patrick Kavanagh
- Vescovo Leonard Anthony Boyle
- Vescovo Colin David Campbell
- Vescovo Michael Joseph Dooley